# Polystichum pungens
Polystichum pungens là một loài thực vật có mạch trong họ Dryopteridaceae. Loài này được (Kaulf.) PRESL miêu tả khoa học đầu tiên năm 1836.